# Beaverfoot Range
Beaverfoot Range är ett berg i Kanada.   Det ligger i provinsen British Columbia, i den centrala delen av landet, 3 100 km väster om huvudstaden Ottawa. Toppen på Beaverfoot Range är 2 722 meter över havet.
Terrängen runt Beaverfoot Range är varierad.Trakten runt Beaverfoot Range är nära nog obefolkad, med mindre än två invånare per kvadratkilometer..
I omgivningarna runt Beaverfoot Range växer i huvudsak barrskog.